# مارفن مينسكي
مارفن لي مينسكي (بالإنجليزية: Marvin Minsky) ‏(9 أغسطس 1927 - 24 يناير 2016)، عالِم أمريكي مُختص بالعلوم الإدراكية والمعرفية في مجال الذكاء الاصطناعي (بالإنجليزية: AI)، وهو مؤسس مشارك لمعهد ماساتشوستس للتكنولوجيا ومختبر الذكاء الاصطناعي، كما ألف عِدة نصوص في مجال الذكاء الاصطناعي والفلسفة.

## حياته
ولد مارفن في مدينة نيويورك في الولايات المتحدة لعائلة يهودية.
حصل على شهادة البكالوريوس في الرياضيات من جامعة هارفارد، وأكمل الدكتوراه في جامعة برنستون عام 1954 م.

## وصلات خارجية
- مارفن مينسكي على موقع IMDb (الإنجليزية)
- مارفن مينسكي على موقع الموسوعة البريطانية (الإنجليزية)
- مارفن مينسكي على موقع ميوزك برينز (الإنجليزية)
- مارفن مينسكي على موقع إن إن دي بي (الإنجليزية)
- مارفن مينسكي على موقع ديسكوغز (الإنجليزية)
- الموقع الرسمي لمارفن مينسكي نسخة محفوظة 3 أغسطس 2008 على موقع واي باك مشين.